# Nuria Enguita
Nuria Enguita Mayo (Madrid, 1967) es una historiadora y curadora de arte española, actualmente directora artística del Museo de Arte Contemporáneo de Lisboa (MAC/CCB).
Previamente dirigió el IVAM Instituto Valenciano de Arte Moderno (2020-2024), Bombas Gens, también en Valencia, (2017-2020) y la Fundación Antoni Tàpies de Barcelona (1998-2008).

## Trayectoria
Enguita nació en Madrid en 1967. Se licenció en Historia y Teoría del Arte por la Universidad Autónoma de Madrid (UAM). Desde pequeña, tuvo interés por la Historia, por la Arqueología, por la Arquitectura y por el Arte, aunque no había nadie en su familia dedicado a ninguno de esos campos. Solía visitar museos, el Museo del Prado (Madrid) el primero.
Entre 1991 y 1998, trabajó como conservadora del IVAM, bajo la batuta de Vicente Todolí y Carmen Alborch, cuando el centro se convirtió en la primera mitad de los años 90 en un referente en España y logró abrirse pronto un hueco en el circuito internacional. Desde 1998 y durante diez años fue la responsable artística de la Fundación Antoni Tàpies de Barcelona, donde sustituyó al historiador Manuel Borja-Villel.
También ha sido co-comisaria en Manifesta 4 celebrada en Fráncfort en 2002, así como del Encuentro Internacional de Medellín en 2011 y de la 31 Bienal de São Paulo en 2014, además de numerosas exposiciones. Enguita ha puesto en marcha y dirigido el centro de arte Bombas Gens en Valencia desde 2017 hasta su marcha en 2020, una institución creada por la fundación privada Per Amor a l'Art. Uno de sus objetivos como directora de museo es «hacer visibles a todas aquellas personas excluidas del arte por cuestiones de género, raza o clase». Ese estar abierto a todos es una de sus señas de identidad, algo que dejó claro en su etapa en Bombas Gens. En septiembre de 2020 asumió la dirección del IVAM.Dimite en febrero de 2024 tras un escándalo por la donación de unos terrenos a un miembro del jurado.
Aparte de su labor como curadora de arte, Enguita ha sido coeditora de la revista de arte contemporáneo Afterall editada por el Central Saint Martins College of Arts & Desing de la Universidad de las Artes de Londres y realizada en coedición con el Museum van Hedendaagse Kunts Antwerpen, Antwerp. De 2011 a 2020, fue también coeditora de la revista valenciana Concreta y ha publicado textos en diversos libros y catálogos.

## Reconocimientos
En 2018, Enguita recibió uno de los Premios "A" al Coleccionismo 2018 otorgados por la Fundación ARCO.

## Polémica
Nuria Enguita dimite como directora del IVAM el 21 de febrero de 2024 al considerar que había perdido el «apoyo» de la Generalitat Valenciana tras la denuncia presentada ante la Fiscalía por la Consejería de Cultura, cuyo titular es el militante de Vox Vicente Barrera Simó, por una donación en 2022 de dos parcelas rústicas a la Fundación Todolí Citrus en el marco de un crowdfunding o micromecenazgo en el que participaron 25 artistas en beneficio de la fundación sin ánimo de lucro que encabeza Vicent Todolí, antiguo director de la Tate Modern de Londres y del IVAM. La información había aparecido en el digital El Español firmada por el periodista Juan Nieto Ivars y en la misma se indicaba que Vicent Todolí había formado parte del jurado que la eligió para el cargo dos años antes, aunque había sido elegida por unanimidad. La denuncia sería archivada por la Fiscalía el 8 de marzo por considerar que los hechos no tienen «suficientes visos de tipicidad penal». Una semana antes se había anunciado el nombramiento de Nuria Enguita a partir de mayo como directora artística del Museo de Arte Contemporáneo de Lisboa (MAC/CCB), «a cuyo concurso se presentó el pasado verano tras el acuerdo de Gobierno de la Generalitat entre el PP y Vox, en función de la cual la consejería de Cultura recayó en manos de la formación de extrema derecha», comentó el diario El País.